# Hans Klingel
Hans Klingel (* 29. März 1932 in Ludwigshafen; † 14. Januar 2019 in Braunschweig) war ein deutscher Zoologe und Verhaltensforscher. Er war (emeritierter) Professor am Zoologischen Institut der Technischen Universität Braunschweig. Er erforschte zusammen mit seiner Frau Ute Klingel unter anderem das Sozialsystem von Zebras. Den Ausschlag für seine Forschungen in Afrika gab eine Anfrage von Bernhard Grzimek.

## Wissenschaftlicher Werdegang
Hans Klingel studierte Zoologie, Botanik und Chemie am Carthage College, USA, und in Freiburg und Mainz. Nach seiner Promotion 1958 bei Fritz Schaller in Mainz über das Fortpflanzungsverhalten (Indirekte Spermatophorenübertragung) bei den Chilopoden Scutigera und Scolopendra war er von 1958 bis 1962 Stipendiat der Deutschen Forschungsgemeinschaft. Während dieser Zeit forschte er in Europa und Süd-Ost-Asien unter anderem über Indirekte Spermatophorenübertragung bei weiteren Niederen Arthropoden (Chilopoden Lithobius und Geophilus, Pedipalpen) sowie über das Flugverhalten des Draco volans. In den Jahren 1960 bis 1962 unternahm er Forschungsreisen nach Asien. 1962 erhielt er Einladung von Bernhard Grzimek für drei Jahre am Serengeti Research Project im Serengeti-Nationalpark in Tanzania zu arbeiten und das Verhalten und die Ökologie des Steppenzebras zu erforschen. Von 1962 bis 1965 war er Mitarbeiter des Serengeti Research Projects in Tanzania. Danach folgte eine Anstellung am Zoologischen Institut der Technischen Universität Braunschweig. In dieser Zeit unternahm er weitere Forschungen an Equiden (Bergzebra, Grevyzebra, Afrikanischem Wildesel und Asiatischem Wildesel), an Flusspferden, Riesenwaldschweinen und verwilderten Dromedaren. Die Habilitation erfolgte 1967, 1972 wurde er außerplanmäßiger Professor, 1978 wurde er Professor. Seit 1997 war er emeritiert.

## Forschung und Methoden
Forschungsschwerpunkte
- Biologie und Verhalten niederer Arthropoden

- Großsäuger
- Life History
- Ökologie und Verhalten von Säugetieren
- Ökoethologie
- Paarungssysteme
- Soziale Organisation
- Sozialverhalten
- Soziobiologie

Aktuelle Forschungen (Stand 2010)
- Soziobiologie: Grevyzebra, Steppenzebra
- Riesenwaldschwein im Freiland

Methoden
- Freilandbeobachtung
- Immobilisation
- Markieren
- Radio-Telemetrie

## Auszeichnungen
- 1989: Internationales Naturfilmfestival Naturale, Braunschweig – Silbermedaille Amateure für Die Flusspferde vom Ishasha River (1981; 16 mm)[7][8]

## Publikationen
Selbstständige bzw. als Haupt- oder Erstautor verfasste Publikationen
- Vergl. Verhaltensbiologie d. Chilopoden 'Scutigera coleoptrata' L. ('Spinnenassel') u. 'Scolopendra cingulata' Latreille (Skolopender) (Z. Tierpsych. 17) 60
- Verhaltensanalyt. u. sinnesphysiolog. Unters. am Fisch 'Fierasfer acus' Kaup. (Zoolog. Anzeiger 167) 61
- Paarungsverhalten bei Pedipalpen ('Telyphonus caudatus' L., Holopeltidia, Uropygi, u. 'Sarax sarawakensis' Simon, Charontinae, Amblypygi) (Verh. Dt. Zool. Ges.) 62
- Flugverhalten v. 'Draco volans' (Agamidae) u. verwandten Arten (Zoolog. Anzeiger 175) 65
- Beobachtungen an 'Lipistus batuensis' Abr. (Araneae, Mesothelae) (Verh. Dt. Zool. Ges.) 66
- Soziale Organisation u. Verhalten freilebender Steppenzebras ('Equus quagga'). Tierpsychol. 24, 67 doi:10.1111/j.1439-0310.1967.tb00807.x
- Das Verhalten d. Pferde (Equidae) (Hb. Zoologie 8) 72
- Soziale Org. u. Verhalten d. Grevyzebras ('Equus grevyi') (Z. Tierpsychol. 36) 74
- Social Org. and Reprod. in Equids (J. Reprod. Fert. Suppl. 23) 75
- Observations on Social Org. and Behaviour of African and Asiatic Wild Asses ('Equus africanus' an 'E. hemionus') (Z. Tierpsychol. 44) 77
- The social organization and behaviour of Hippopotamus amphibius (African Wildlife: Research and Management, Kampala 1986) 91
- Herd Structure, Leadership, Dominance and Site Attachment of the Camel, Camelus Dromedarius, Behaviour 118, 103–114 doi:10.1163/156853991X00229

Mitverfasste Publikationen
- Food digestion and water requirements in the Djungarian Hamster Phodopus sungorus, m. B. Schierwater (Z. Säugetierk. 50) 84
- Behaviour, Social Organisation and Ecology of feral Camels in Central Australia, m. B. Dörges u. J. Heucke (Z. Säugetierk. 64) 90
- Hiding behaviour in wild Gerenuk fawns, m. U. Reif (Z. Säugetierk. 56) 91
- Infanticide in the Equidae? m. E. Brenneke u. V. Serrano (Int. Ethological Conf. 23) 93
- Ökologie, Raumnutzung, Aktivität u. Soziale Organisation d. Zwergflußpferds Choeropsis liberiensis, m. W. Bülow u. K. Hentschel (Z. Säugetierk. 60) 95
- Kleinpopulationen von Gelbhalsmäusen Apodemus flavicollis in Hecken u. Kleingehölzen, m. G. Sodeikat u. C. Weile (Z. Säugetierk. 60) 95
- Telemetr. Unters. z. Raumnutzung u. Aktivitätsrhythmik freilebender Gelbhalsmäuse, m. T. Schwarzenberger (Z. Säugetierk. 60) 95;
- Populationsdynamik v. Kleinsäugern in Überschwemmungsgebieten, m. P. Kosel (Z. Säugetierk. 62) 97
- Infanticide in Ungulates, m. U.Klingel u. a. (Advances in Ethology 36) 01
- Spatial and temporal patterns in 'Arvicantus niloticus' (Linnaeus 1758) as revealed by radio-tracking, m. A. Hoffmann u. K. Eckhoff (African J. of Ecology 44) 06

Beiträge in Sammelwerken
- Communication in Perissodactyla (How Animals Communicate) 77
- Unpaarhufer; Flußpferd; Kamele (Grzimeks Enzyklop. 88 u. 89)
- The social organization and behaviour of 'Hippopotamus amphibius' (African Wildlife: Res. and Management) 91
- Plains Zebra, Hippopotamus, Giant Forest Hog (Mammals of Africa) (2010) im Druck
- Wilde Schweine und Flusspferde (Filander) 08

Aufsätze in Zeitschriften
- Das Kriegsgemetzel in Uganda (Das Tier 10) 79
- Tausend Zebras in Computer (Das Tier 10) 91
- Flutuating Fortunes of the River Horse (Natural Hist. 5) 95
- Life of the Camel (Kagaku Asahi Japan 9) 95
- Hogs in the Lime Light (Giant Forest Hog) (Swara 27) 04

Vorträge als Invited Speaker auf Konferenzen
- Social Organisation of the Equids – International Equine Science Meeting 2008[9]